# Sociedad Deportiva Ejea
La Sociedad Deportiva Ejea, meglio nota come Ejea, è una società calcistica spagnola, con sede nella città di Ejea de los Caballeros. Milita in Segunda Federación, la quarta serie del campionato spagnolo.

## Storia
Il club è stato fondato il 3 ottobre 1927 dalla fusione del Setia Football Club, Numancia Football Club e Sporting Football Club.
Dopo aver gareggiato in tutte le categorie del calcio regionale aragonese, l'Ejea è stato promosso per la prima volta in Tercera División nella stagione 1956-1957.
Il 24 giugno 2018, l'Ejea è stato promosso per la prima volta in assoluto in Segunda División B dopo aver trionfato nei playoff della promozione.
Dopo una prima stagione in terza divisione in cui il club ha evitato con successo la retrocessione.
Il 27 giugno 2019, l'Ejea ha concordato termini di collaborazione con l'Huesca per diventare la loro squadra di riserva per la stagione 2019-2020.

## Strutture

### Stadio

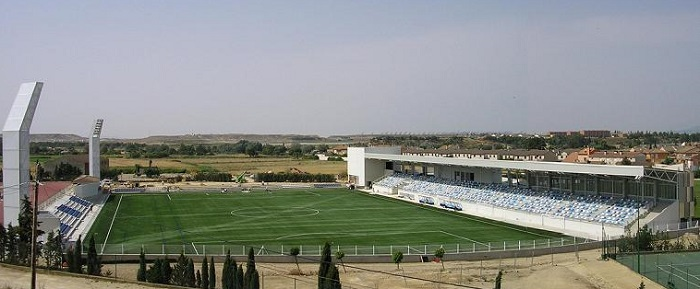
l'Estádio Municipal nel 2018

Dall'8 agosto 2010, l'Ejea gioca le sue partite all'Estádio Municipal de Ejea.
In precedenza ha giocato le sue partite all'Estádio de Luchan, un campo inaugurato l'8 dicembre 1959 con una partita contro il Real Saragozza.

## Palmarès

### Competizioni nazionali
- Tercera División: 2

1957-1958, 2007-2008
- Tercera Federación: 1

2023-2024 (gruppo 17)

## Allenatori
Di seguito è riportata la lista degli allenatori che si sono succeduti alla guida dell'Ejea.
- 1999-2001: César Ascaso.
- 2001: Vicente Mayoral.
- 2001-2003: César Ascaso.
- 2003-2004: Miki Álvarez.
- 2004: José García Carrillo.
- 2004: Francisco Pérez.
- 2004-2005: Rafael González.
- 2005: José Luis Artigas.
- 2005-2007: Augusto Gascón.
- 2007-2009: Juan Carlos Beltrán.
- 2009: David Navarro Arenaz.
- 2009-2010: José Luis Blanco.
- 2010-2011: José Ignacio Soler.
- 2011: Emilio Remírez.
- 2011-2012: Álex Monserrate.
- 2012-2013: Armando Monge.
- 2013: Javier Garcés.
- 2013-2014: José Luis Loreto.
- 2014: Tomás Guerrero.
- 2014-2015: Rubén Zapater.
- 2015-2016: José Luis Loreto.
- 2016-2018: Néstor Pérez.
- 2018-2019: Guillermo Fernández Romo.
- 2019: Javi Suárez.
- 2019-2020: Néstor Pérez.
- 2020: Jaime Molina.
- 2020-2021: Javi Moreno.
- 2021: Néstor Pérez.
- 2021-2022: Ricardo López.
- 2022-oggi: Iván Martínez.